# Jenna Elfman

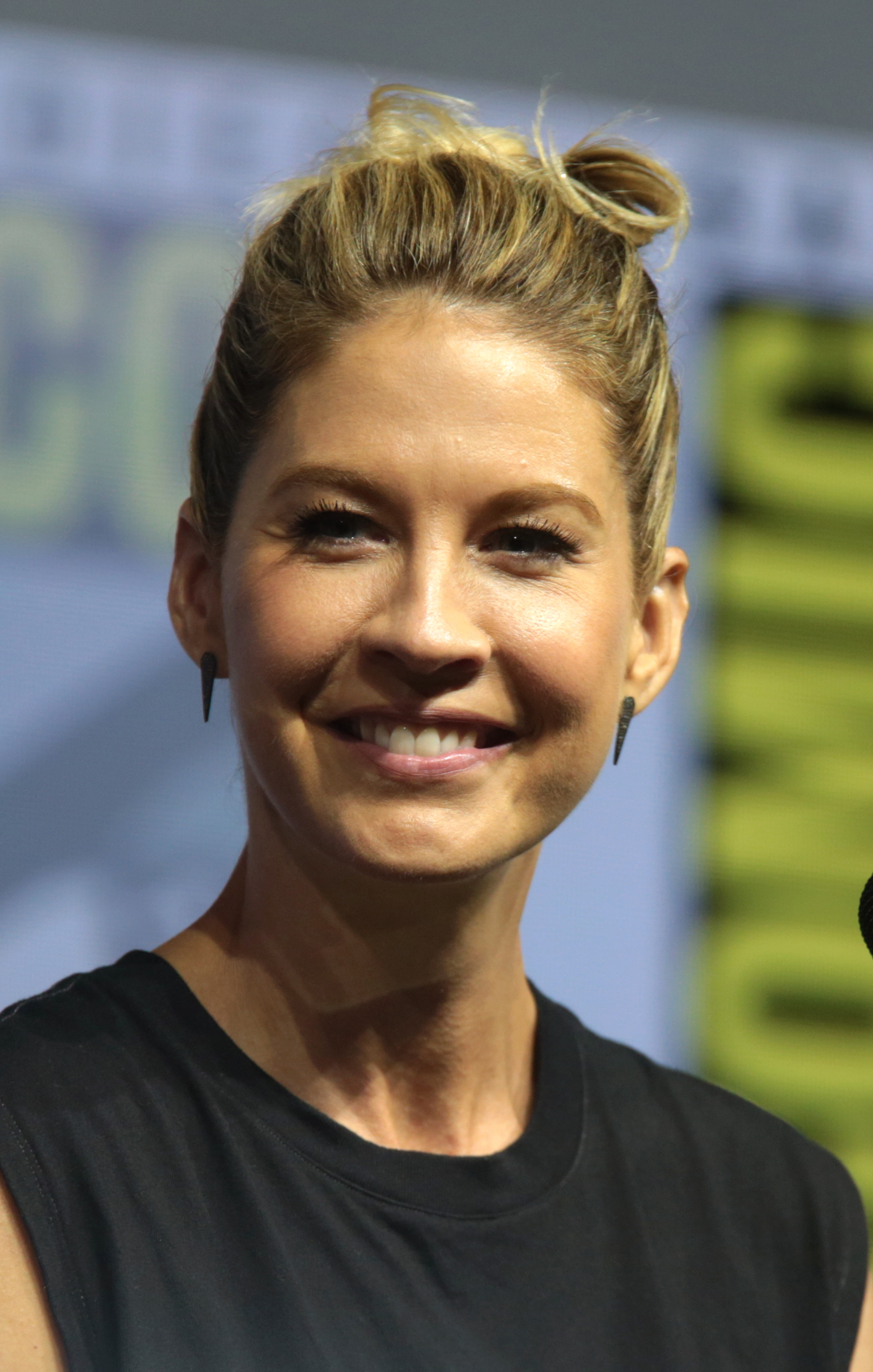
Jenna Elfman auf der Comic-Con in San Diego im Juli 2018

Jenna Elfman (* 30. September 1971 in Los Angeles, Kalifornien als Jennifer Mary Butala) ist eine US-amerikanische Schauspielerin.

## Leben
Nach abgeschlossener klassischer Ballettausbildung musste Jenna Elfman ihr Vorhaben einer Ballettkarriere aufgrund einer Verletzung aufgeben. Sie drehte anschließend Werbespots und arbeitete als Backgroundtänzerin bei ZZ Top. 1990 hatte sie auch einen Auftritt als Tänzerin im Video Halo der Gruppe Depeche Mode (gedreht von Anton Corbijn), welches auf der Video-Kollektion Strange too veröffentlicht wurde. Später spielte sie in verschiedenen Fernsehserien mit und nahm beim Schauspiellehrer Milton Katselas Unterricht.

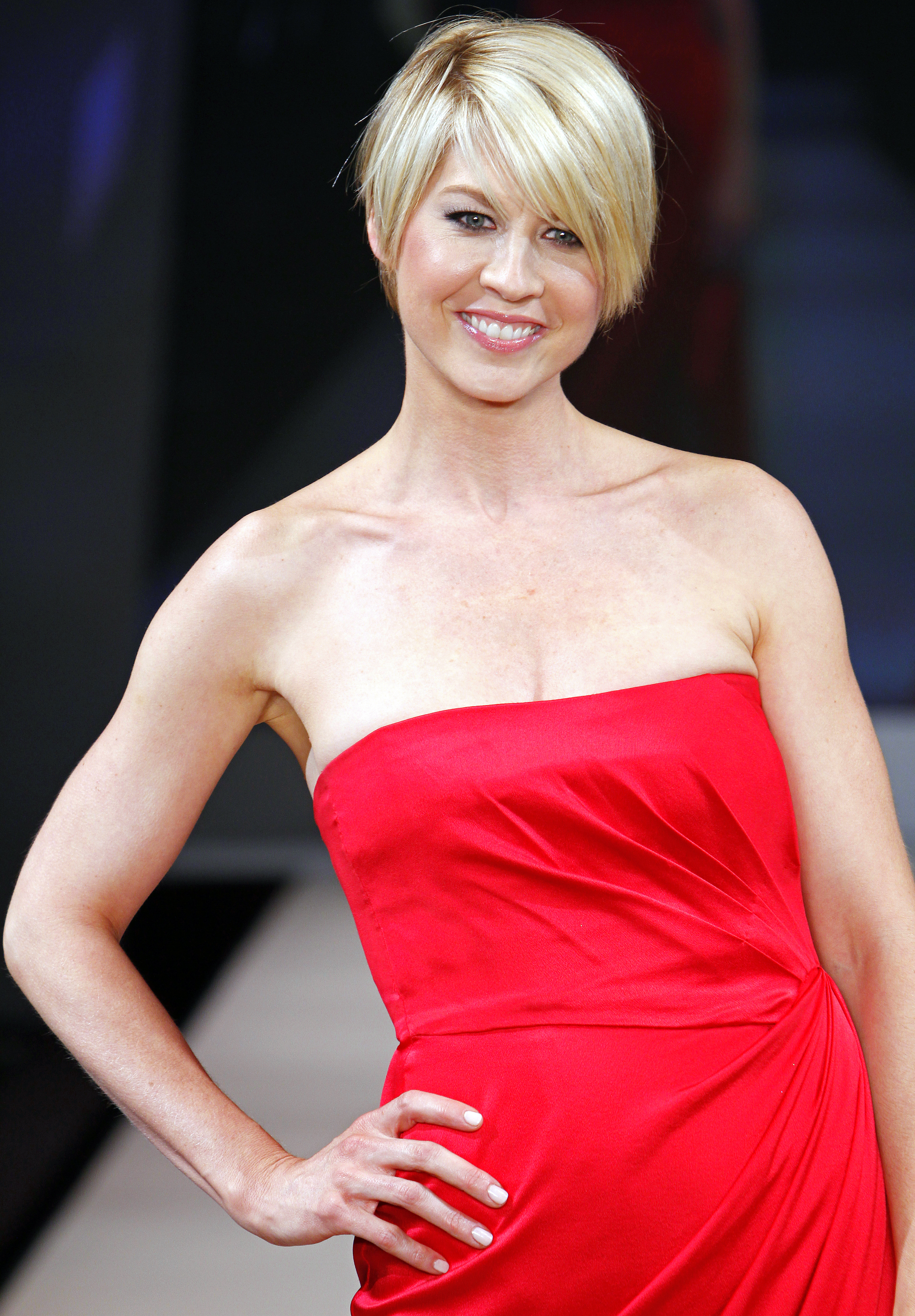
Jenna Elfman auf einer Fashion Show (2012)

Der Durchbruch gelang ihr mit der Rolle der Dharma in der Fernsehserie Dharma & Greg. Für diese Rolle war sie zweimal für den Emmy nominiert. Außerdem erhielt sie 1999 den Golden Globe als beste Serien-Hauptdarstellerin – Komödie oder Musical. Der US-Sender CBS nahm 2006 die Comedyserie Dating Alex ins Programm, deren Produzentin Elfman zusammen mit Faye Oshima Belyeu war. Von 2009 bis 2010 stand sie zudem in der CBS Sitcom Aus Versehen glücklich als Hauptdarstellerin vor der Kamera, die Serie wurde jedoch nach dem Ende der ersten Staffel eingestellt. Mit der vierten Staffel wurde Elfman 2018 eine Hauptdarstellerin in der Serie Fear the Walking Dead.
Elfman ist seit 1995 mit dem Schauspieler Bodhi Elfman verheiratet, einem Neffen des Filmkomponisten Danny Elfman. Das Paar hat zwei Söhne (* 2007 und 2010).
Jenna Elfman ist Scientology-Mitglied.

## Filmografie (Auswahl)
- 1995: Roseanne (Fernsehserie, Episode 8x07 Ärger auf dem Highway)
- 1996: Townies (Fernsehserie, 15 Episoden)
- 1996: Ein Single kommt immer allein (The Single Guy, Fernsehserie, Episode 2x14 Just Friends?)
- 1996: Ihre einzige Chance (Her Last Chance, Fernsehfilm)
- 1997: Ein Mann – ein Mord (Grosse Pointe Blank)
- 1997–2002: Dharma & Greg (Fernsehserie, 119 Episoden)
- 1998: Jagabongo (Krippendorf’s Tribe)
- 1999: EDtv
- 2000: Glauben ist alles! (Keeping the Faith)
- 2000: Die Geschichte vom Teddy, den niemand wollte (The Tangerine Bear: Home in Time for Christmas!, Sprechrolle)
- 2001: Stadt, Land, Kuss (Town & Country)
- 2002: Besessen (Obsessed, Fernsehfilm)
- 2003: Looney Tunes: Back in Action
- 2004: Clifford’s Really Big Movie (Stimme)
- 2004, 2011: Two and a Half Men (Fernsehserie, 3 Episoden)
- 2005: Touched
- 2006: Dating Alex (Courting Alex, Fernsehserie, 12 Episoden)
- 2007: Brothers & Sisters (Fernsehserie, Episode 1x19 Game Night)
- 2007: My Name Is Earl (Fernsehserie, Episode 4x06 We’ve Got Spirit)
- 2009: Mein Vater, seine Frauen und ich (The Six Wives of Henry Lefay)
- 2009: Love Hurts
- 2009–2010: Aus Versehen glücklich (Accidentally on Purpose, Fernsehserie, 18 Episoden)
- 2011: Freunde mit gewissen Vorzügen (Friends with Benefits)
- 2012: Shameless (Fernsehserie, Episode 2x12 Fiona Interrupted)
- 2012: Damages – Im Netz der Macht (Damages, Fernsehserie, 7 Episoden)
- 2012–2013: 1600 Penn (Fernsehserie, 13 Episoden)
- 2013: Royal Pains (Fernsehserie, Episode 5x11 Open Invitation)
- 2013: The Mindy Project (Fernsehserie, Episode 2x09 Mindy Lahiri Is a Racist)
- 2014: Gigi: Almost American (Fernsehserie, Episode 2x04 Yogi)
- 2014: Growing Up Fisher (Fernsehserie, 13 Episoden)
- 2014: Big Stone Gap
- 2016: Barry
- 2017: Imaginary Mary (Fernsehserie, 9 Episoden)
- 2018–2023: Fear the Walking Dead (Fernsehserie)
- 2020: The Twilight Zone (Fernsehserie, Episode 2x07 A Human Face)
- 2024: Will Trent (Fernsehserie, Episode 2x05 Capt. Duke Wagner's Daughter)
- 2025: Dark Winds (Fernsehserie)
- 2025: Shifting Gears (Fernsehserie)